# Quaestiplax wilsoni
Quaestiplax wilsoni är en blötdjursart som beskrevs av Tom Iredale och Hull 1929. Quaestiplax wilsoni ingår i släktet Quaestiplax och familjen Ischnochitonidae. Inga underarter finns listade i Catalogue of Life.